# Cristatogobius aurimaculatus
Cristatogobius aurimaculatus és una espècie de peix de la família dels gòbids i de l'ordre dels perciformes.

## Morfologia
- Els mascles poden assolir 3,9 cm de longitud total.
- Nombre de vèrtebres: 26.[5]

## Hàbitat
És un peix de clima subtropical i demersal.

## Distribució geogràfica
Es troba al Pacífic occidental: el Japó, Papua Nova Guinea i Fiji.

## Observacions
És inofensiu per als humans.